# Bazzania tiaoloensis
Bazzania tiaoloensis là một loài Rêu trong họ Lepidoziaceae. Loài này được Mizut. & G.C. Zhang mô tả khoa học đầu tiên năm 1986.